# (32502) 2001 BG77
2001 BG77 (asteroide 32502) é um asteroide da cintura principal. Possui uma excentricidade de 0.07564630 e uma inclinação de 14.58418º.
Este asteroide foi descoberto no dia 26 de janeiro de 2001 por LINEAR em Socorro.